# Przedwojów
Przedwojów (przed 1945 niem. Reichhennersdorf) – wieś w Polsce położona w województwie dolnośląskim, w powiecie kamiennogórskim, w gminie Kamienna Góra przy drodze krajowej nr 5

## Podział administracyjny
W latach 1975–1998 miejscowość administracyjnie należała do województwa jeleniogórskiego.

## Kluby sportowe
W Przedwojowie działają dwa kluby: Klub Sportowy LKS "Czarni" Przedwojów oraz klub szachowy UKS Debiut Przedwojów założony przez Władysława Kmiecika.

## Zabytki
Do wojewódzkiego rejestru zabytków wpisane są obiekty:
- Kościół filialny św. Józefa Oblubieńca NMP, barokowy z lat 1693-1696, remontowany w 1904 i w 1973 r. Jest to właściwie duża kaplica salowa. Wewnątrz skromne wyposażenie barokowe z XVIII w.

Pozostałe zabytki: 
- Przydrożny krzyż z II poł. XIX w.

- W miejscowości znajduje się 12 obiektów małej architektury sakralnej z przełomu XIX i XX wieku[5][6].

## Tragedia z 1975 r.
Na gruntach rolnych, między Kamienną Górą a Przedwojowem, posiano jesienią 1974 r. rzepak. Po zbiorach w 1975 r. uformowano słomę rzepakową w kostkę i złożono w stóg. Aby zapewnić przebieg powietrza, zostawiono pomiędzy kostkami wolną przestrzeń, co pozwalało na wejście do wnętrza i poruszanie się korytarzami. Trzej chłopcy w wieku 13-15 lat chodzili do odległego o kilkaset metrów od domu stogu, by się tam bawić. 29 września 1975 r. zaprószyli w stogu ogień, który odciął im drogę ucieczki i tam spłonęli. 
Szczątki chłopców pogrzebano 2 października 1975 r. na cmentarzu w Kamiennej Górze. Przejęci bólem rodzice postawili na miejscu tragnicznej śmierci metalowy krzyż, ogrodzili go stalowym płotkiem i posadzili trzy drzewa.